# Johan Bernard Scheffer
Johan Bernard Scheffer (Homburg, 1765 – Amsterdam, 30 mei 1809) was een Duitse schilder en graveur, werkzaam in de Nederlanden.

## Leven en werk
Scheffer was een zoon van Johann Werner Scheffer (1730-1799) en Catharine Maria Pfluger (1731-1799). Hij was een leerling van de schilder Johann Friedrich August Tischbein. Hij vestigde zich in 1788 in Utrecht. Hij trouwde in 1794 met de miniatuurschilderes Cornelia Lamme (1769-1839). Zij kregen zes kinderen, onder wie de schilders Ary en Henry Scheffer.
Scheffer woonde met zijn gezin te Dordrecht, Den Haag, Rotterdam en vanaf 1803 in Amsterdam. Hij schilderde veelal portretten en interieurs en maakte enige gravures. Koning Lodewijk Napoleon benoemde hem in 1808 tot hofschilder.
De schilder overleed in 1809 in Amsterdam en werd begraven in de Zuiderkerk.

## Schilderijen

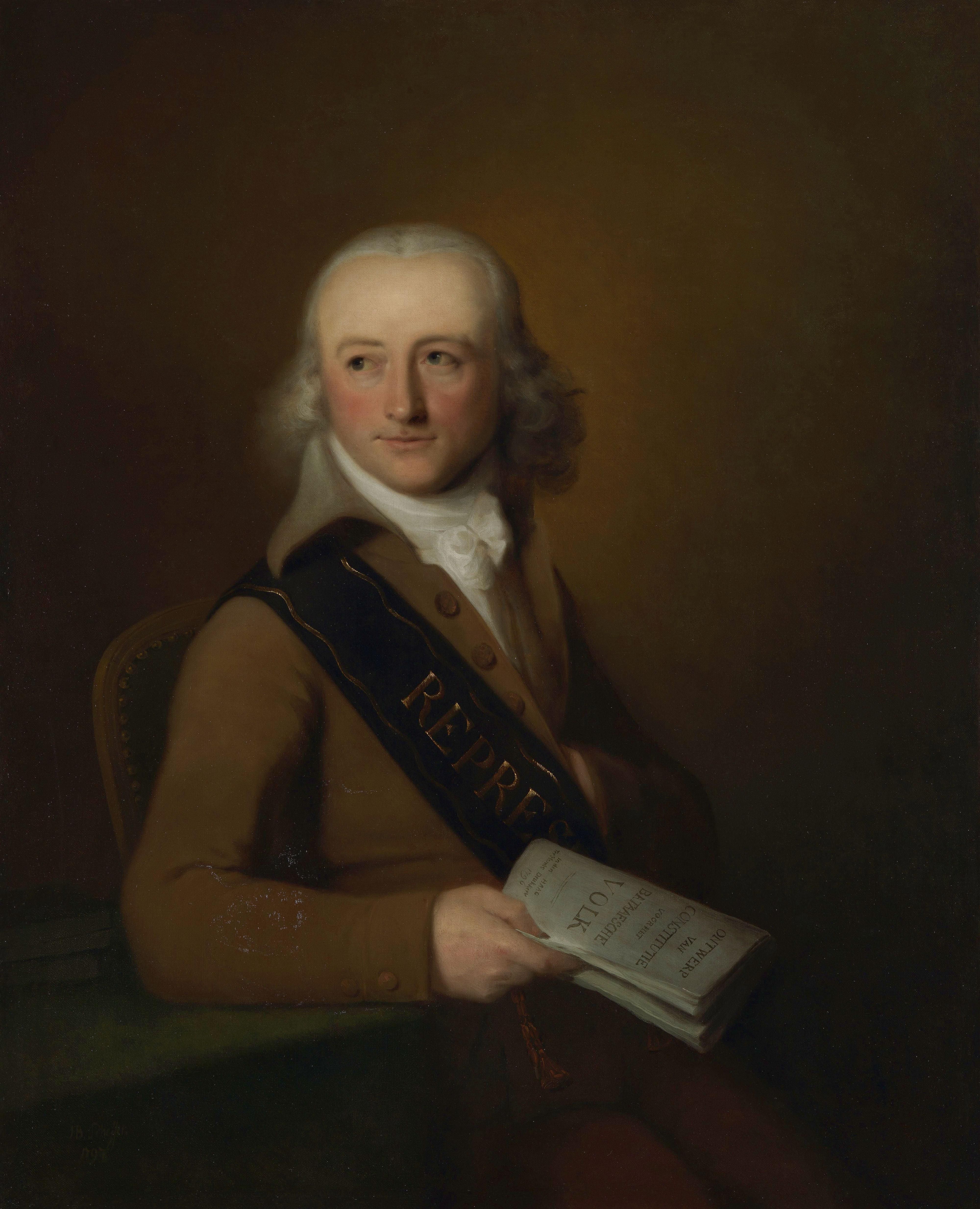
Leonardus van der Voort
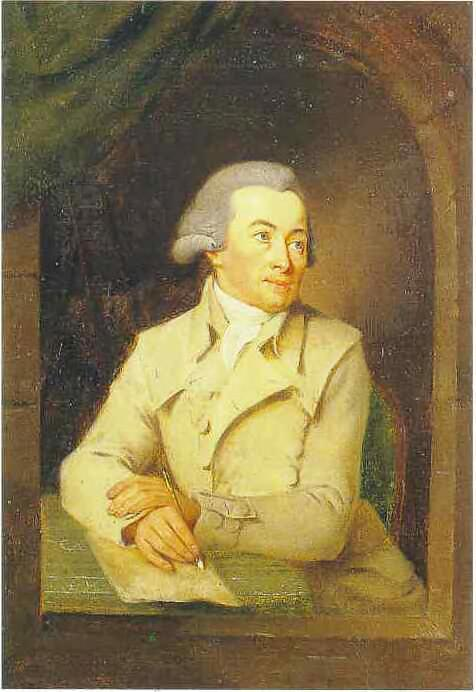
Hendrik Hoogers

## Werk in openbare collecties
- Dordrechts Museum
- Rijksmuseum Amsterdam

- Biografisch Portaal: 48621557
- Digitale Bibliotheek voor de Nederlandse Letteren: sche133
- Gemeinsame Normdatei: 1135930503
- International Standard Name Identifier: 0000 0003 9987 1211
- Nederlandse Thesaurus van Auteursnamen: 073427608
- RKD-Nederlands Instituut voor Kunstgeschiedenis: 70249
- Union List of Artist Names: 500002033
- Virtual International Authority File: 295119236
- WorldCat: E39PCjHg9pgx37RtXwFpFW9GgX